# Баязид II
Баязид II (на османски турски: بايزيد ثانى, Bāyezīd-i sānī, на турски: II.Bayezid или II.Beyazıt) е 8-ият султан на Османската империя в периода 22 май 1481 – 24 април 1512 година.
Спорна историческа личност, той поема управлението на една от най-големите империи на Средновековието и прави много за консолидиране и закрепване на османската власт в новозавладените територии. Пълното му титулуване гласи Emiru'l-Mü'minîn Sultanu'l-Guzat ve'l-Mücahidîn Nâsiru's-Seriat ve'l-Milleti ve'd-Din Giyâsu'l-Islâm ve Muinu'l-Müslimîn Sultan Bâyezid. На 13 май 1512 г. е свален от престола от еничарите и заместен със сина му Селим I. Отровен на 26 май 1512 г. по пътя към мястото на изгнанието.
След смъртта си Мехмед Завоевателя оставя двама синове – Баязид и Джем /Зизим/. Съгласно Закона за братоубийството е следвало по-младият да бъде убит. Джем успява да стигне до остров Родос с идеята да получи убежище от Ордена на свети Йоан Ерусалимски (известен днес като Малтийски орден), владеещ по това време острова. Някои християнски владетели виждат веднага възможността за образуване на антимюсюлманска коалиция и отблъскване на османците от Европа. Особено деен в това отношение е маджарският крал Матияш Корвин, който твърди, че повечето от пашите в Румелия биха подкрепили претендента Джем. Според някои сведения вместо това Джем е използван от ордена, за да изнудват Баязид, който е плащал солидна годишна издръжка. Държан като заложник в различни замъци в Европа, Джем умира в Капуа на 25 февруари 1495 г. Анализът сочи, че откупът, платен от Баязид, му осигурява двоен успех – изолация на претендента за престола му и конфронтация между европейските държави кой да приюти Джем и да получи издръжката за него. Може да смятаме, че този ход осигурява преживяването на Османската империя във вътрешно и външнополитически план в едно време на нови кръстоносни походи и настръхнала Европа (виж Орден на Дракона).
Друга известна заслуга на Баязид към историята е фактът, че предлага транспорт и убежище за преследваните от испанската Реконкиста иберийски евреи (виж изгонване на евреите от Испания). Султанът на Османската империя бързо вижда потенциалната полза от този приток на квалифицирано и способно градско население. Много от тези изгнаници са настанени в земите на съвременна България (виж история на евреите по българските земи).

## Жени и потомци
Съпругите на Баязид II са:
- Нигяр Хатун
- Ширин Хатун
- Гюлрух хатун
- Бюлбюл хатун
- Хюснюшах хатун
- Гюлбахар хатун
- Ферахсад хатун
- Айше Хатун.

Майка на наследника му Селим I е Гюлбахар хатун, а майка на другия му оцелял до зрялост син принц Ахмед е Бюлбюл хатун.